# Granat nasadkowy

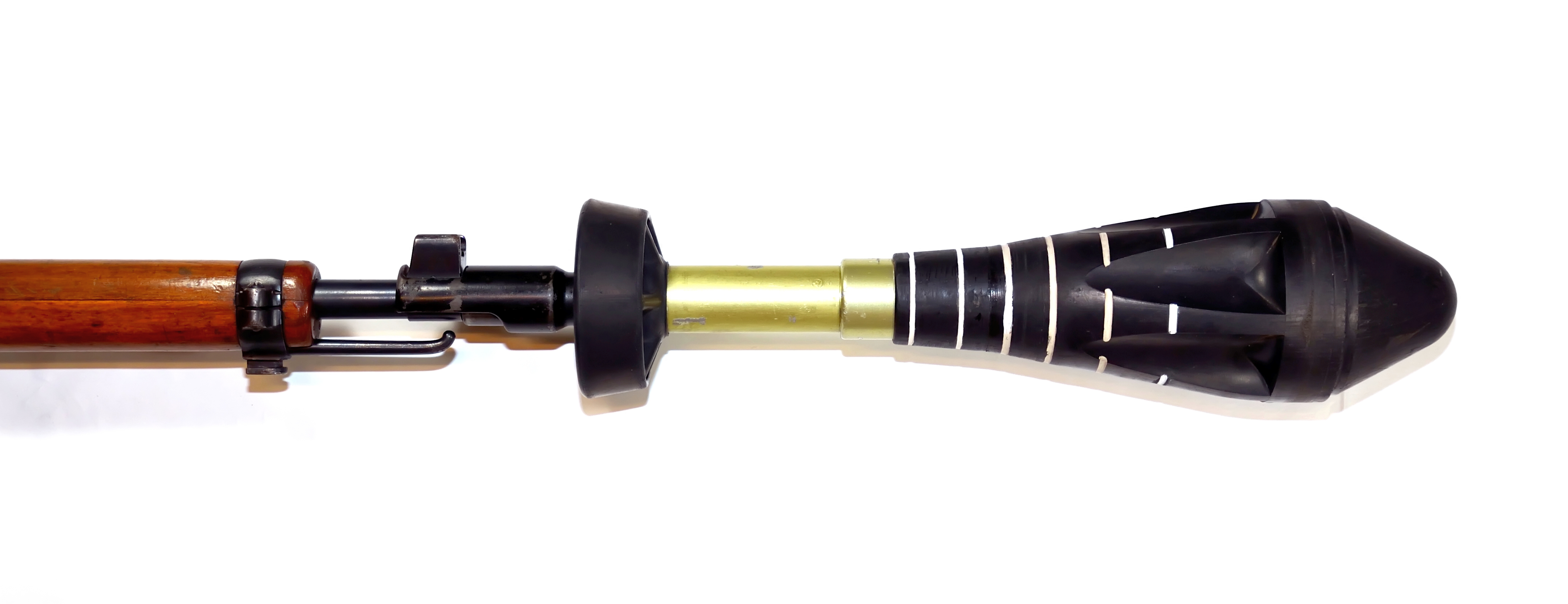
Granat nasadkowy

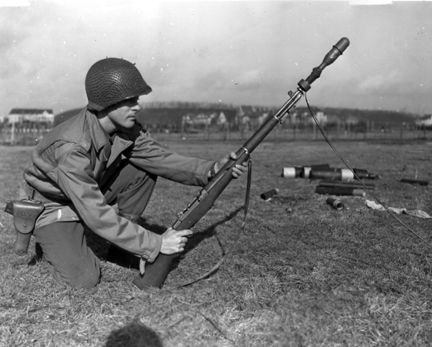
Pozycja do wystrzelenia granatu nasadkowego

Granat nasadkowy – granat miotany za pomocą małej nasadki umieszczonej u wylotu lufy broni strzeleckiej, na którą jest on nasadzany.
Energia odpalonego naboju wyrzuca granat na dystans większy niż byłoby to możliwe przy klasycznym rzucie. Wyposażone są w statecznik i brzechwy. Rolę nasadki do wystrzeliwania granatów może spełniać również odpowiednio przystosowany tłumik płomieni. Granaty nasadkowe mogą być miotane za pomocą naboi ślepych lub ostrych (granaty wyposażone w pułapkę kulową).
Podział na przykładzie polskich G.N.:
- Granat nasadkowy przeciwpancerny np. PGN-60,
- Granat nasadkowy odłamkowy np. F-1N-60, KGN
- Granat nasadkowy przeciwpancerno-odłamkowy np. GNPO,
- Granat nasadkowy zapalający np. NGZ-93,
- Granat nasadkowy dymny np. NGD-93,
- Granat nasadkowy oświetlający np. NGOS.

W czasie II wojny światowej Niemcy opracowali unikatowy granat nasadkowy dla przeciwpancernej armaty 37 mm, zwany Stielgranate 41.